# Región de Kayes
La región de Kayes es la primera región administrativa de Malí. Su extensión es de 120 760 km². Su capital es la ciudad de Kayes.

## Geografía
La región de Kayes está limitada al norte por Mauritania, al oeste por Senegal y al este por la región de Kulikoró. La población de esta región es de 1 506 299 habitantes. Son varias las etnias que habitan en esta región: soninkés, kasonkes, malinkés y peuls.
La región de Kaues está dividida en 7 círculos: Bafoulabé, Diema, Kayes, Kenieba, Kita, Nioro du Sahel, Yelimane. Reagrupan 129 comunas.
Los ríos que atraviesan la región son el río Baulé, el río Bafing y el río Bakoy, que se unen al río Bafulabé para formar el río Senegal. Dentro de la región se encuentran las cataratas de Félou a 4 km de Kayes, las cataratas de Guina a 100 km al suroeste de Kaayes, el lago Magui y el lago Doro.
Las principales ciudades de la región son Kayes, Nioro del Sahel, diema, Yelimané, Sadiola, Bafulabé, Kenieba y Kita. También se encuentran en esta región el parque nacional de Bafing y el parque nacional Boucle du Baoulé.

## Organización administrativa
Kayes está dividida en 7 cercelas o círculos:
- Círculo de Bafoulabé (176 555 habitantes); capital, Bafoulabé.
- Círculo de Diema (140 107); capital, Diéma.
- Círculo de Kayes (350 082); capital, Kayes.
- Círculo de Kenieba (165 567); capital, Kéniéba.
- Círculo de Kita (278 111); capital, Kita.
- Círculo de Nioro de Sahel (253 984); capital, Nioro.
- Círculo de Yelimané (141 693); capital, Yelimané.

## Historia
La región de Kayes dio lugar al Reino de Kasso fundado a principios del siglo XIX. En 1855, Louis Faidherbe, gobernador de Senegal, hace construir un fuerte en Medina, que será sitiado por El Hadj Oumar Tall en 1857. En 1892, Kayes es la capital del Alto Senegal-Níger. La construcción de la vía férrea Dakar-Níger, inaugurada en 1904, convierte a Kayes en una ciudad de paso. Desde entonces, el ferrocarril toma una posición importante en la vida de sus habitantes. Está descrita en la novela de Ousmane Sembène "Les bouts de bois de Dieu".

## Artesanía
La región de Kayes está considerada como la cuna del teñido de telas con índigo.